# Jiuzhai
Jiuzhai (kinesiska: 旧寨乡, 旧寨) är en socken i Kina. Den ligger i provinsen Shandong, i den östra delen av landet, omkring 140 kilometer sydost om provinshuvudstaden Jinan. Antalet invånare är 32612. Befolkningen består av 16 254 kvinnor och 16 358 män. Barn under 15 år utgör 15,0 %, vuxna 15-64 år 71 %, och äldre över 65 år 12,0 %. Jiuzhai ligger vid sjön Andi Shuiku.
Genomsnittlig årsnederbörd är 938 millimeter. Den regnigaste månaden är juli, med i genomsnitt 328 mm nederbörd, och den torraste är januari, med 6 mm nederbörd.